# College Football Championship Game 2017
Match précédent Match suivant
Le College Football Championship Game 2017 est un match de football américain de niveau universitaire d'après-saison régulière organisé par la NCAA et dont les droits de sponsoring du nom sont détenus par la société AT&T.
Ce match constitue la finale nationale du Championnat NCAA de football américain 2016 de la Division 1 FBS et est donc l'apothéose de la saison 2016 de football américain universitaire.
Il s'agit de la 3e édition du College Football Championship Game du College Football Playoff remplaçant le BCS National Championship Game.
Le match se joue le lundi 9 janvier 2017 à 20 h 30 locales (soit le mardi 10 janvier 2017 à 2 h 30 françaises) au Raymond James Stadium de Tampa en Floride.
Il oppose les vainqueurs des demi-finales jouées à l'occasion du Fiesta Bowl 2016 et du Peach Bowl 2016. Comme la saison passée, ce sont les équipes de Clemson et d'Alabama qui s'y opposent mais cette fois, ce sont les Tigers de Clemson qui gagnent le match sur le score de 35 à 31 grâce à un touchdown inscrit à 1 seconde de la fin du match.
À l'issue du match, QB Deshaun Watson de Clemson annonce qu'il se présentera à la prochaine Draft de la NFL.

## Le stade
Après l'AT&T Stadium d’Arlington au Texas en 2015, puis l'University of Phoenix Stadium de Glendale en Arizona en 2016, la finale nationale universitaire a lieu pour la première fois dans un stade non couvert, le Raymond James Stadium situé à Tampa, en Floride.
Stade utilisé en NFL par les Buccaneers de Tampa Bay et en NCAA par les Bulls de South Florida de l'American Athletic Conference, il possède une capacité habituelle de 65 890 places pouvant être augmentée jusqu’à environ 70 000 places pour des événements ponctuels. Le record d’affluence a été établi le 28 janvier 2001 lors du Super Bowl XXXV avec 71 921 spectateurs. Sa surface en pelouse naturelle a une excellente réputation et a même été reconnue comme la deuxième meilleure du pays par les joueurs professionnels lors d’une enquête en 2009.
Inauguré en 1998 pour remplacer l’ancien Tampa Stadium détruit en 1999, il est ainsi baptisé depuis le début de son exploitation en référence au groupe financier Raymond James Financial qui en a acheté les droits d’appellation. Le stade peut accueillir également en plus du football américain des compétitions de sports équestres, des matchs de soccer, des compétitions de sport motorisé ou encore des concerts.
Le stade est particulièrement connu pour le Buccaneer Cove situé dans la tribune nord, réplique d’un village pirate du XIXe siècle avec son célèbre bateau pirate grandeur nature de 31 m de long. Les huit canons du navire résonnent dans le stade lorsque l’équipe locale marque des points, et le pont supérieur sert de secteur de divertissement pour les spectateurs ou encore parfois de plateau TV pour les journalistes.
Situé sur la côte ouest de la Floride, la ville de Tampa affiche une température moyenne de 15,5 °C pour le mois de janvier avec des précipitations faibles, ce qui en fait un endroit de choix pour un match de football en extérieur en hiver. Le stade a d'ailleurs déjà accueilli deux Super Bowl (XXXV en 2001 et XLIII en 2009) et il est également l’hôte de l’Outback Bowl depuis 1999 (les Gators de la Floride et les Hawkeyes de l'Iowa s'y étant retrouvés le 2 janvier 2017 pour l'Outback Bowl 2017).

## Les équipes

### Tigers de Clemson
Les joueurs de l'entraîneur principal Dabo Swinney participent à leur seconde participation consécutive au National Championship Game (après une saison 2015 sans la moindre défaite, les Tigers perdent le College Football Championship Game 2016 45 à 40 face à #1 Alabama ).
Avec le retour d’une attaque quasiment au complet et l’éclosion d’une nouvelle génération de jeunes défenseurs, Clemson faisait figure de favori pour le titre national 2016 malgré l’émergence des Seminoles de #11 Florida State que beaucoup d’observateurs voyaient faire tomber les Tigers dans la conférence ACC.
Finalement, hormis une défaite surprise 43 à 42 à domicile contre #23 Pittsburgh au mois de novembre 2016, Clemson a encore une fois été dominateur terminant la saison régulière avec un bilan de 11 victoires pour une seule défaite avant de remporter un second titre de conférence en battant Virginia Tech sur le score de 42 à 35. La confirmation de l’incroyable talent offensif des Tigers menés par le junior QB Deshaun Watson (3 914 yards à la passe, 37 TDs, 15 interceptions et 524 yards au sol, 6 TDs) et la reconstruction accélérée d’une ligne défensive monstrueuse font peut-être des Tigers l’équipe la plus explosive du pays au niveau du talent pur.
Avec un bilan global en saison régulière de 12 victoires et 1 défaite (8 victoires et 1 défaite en matchs de conférence), Clemson termine donc championne de l'American Athletic Conference.
À l'issue de la saison 2016 (bowl non compris), ils seront classés no 3 aux classements AP et Coaches mais no 2 au classement CFP.
L'équipe remporte la demi-finale du College Football Playoff à l'occasion du Fiesta Bowl de décembre 2016, 31 à 0 contre les Buckeyes d'Ohio State.
Il s'agit de leur 2e apparition au College Football Championship Game.
Clemson n'a plus gagné la finale nationale NCAA de football américain depuis la saison 1981.

### Crimson Tide de l'Alabama
Alabama est un modèle de constance depuis que l'entraîneur principal Nick Saban en a pris les rênes en 2007.
Le Crimson Tide est le seul programme du pays à participer aux 3 premières éditions du College Football Playoff et DE Jonathan Allen et ses coéquipiers tenteront de réussir un back-to-back après avoir battu Clemson en finale nationale il y a tout juste un an.
Sur les dix dernières saisons, le Crimson Tide a atteint le plateau des 10 victoires à 9 reprises. Plus qu’un éternel candidat au titre de l'entraîneur de l’année, Nick Saban est peut-être le meilleur entraîneur de l’Histoire du Football Universitaire. Sur les recommandations de son coordinateur offensif, Lane Kiffin, il n’a pas hésité à lancer dans le grand bain un true freshman (Jalen Hurts) au poste de QB. Résultat : une fiche de 13 victoires sans défaite en saison régulière. Seuls les Rebels d'Ole Miss ont perdu avec moins de 10 points d’écart. Réputé pour sa défense très solide, le Crimson Tide n’a pas failli à sa réputation en 2016 malgré le départ de son coordinateur défensif, Kirby Smart à Georgia. Sous la houlette de Jeremy Pruitt (ex-Florida State), #1 Alabama a terminé #1 du pays avec 11,8 points et 248,2 yards accordés par match.
Avec un bilan global en saison régulière de 13 victoires et aucune défaite (8 victoires en matchs de conférence), Alabama termine championne de la  Southeastern Conference.
À l'issue de la saison régulière 2016 (bowl non compris), ils seront classés no 1 aux classements CFP, AP et Coaches.
En finale de conférence SEC, #1 Alabama bat Florida sur le score de 54 à 16.
L'équipe est donc sélectionnée pour jouer une demi-finale du College Football Playoff qu'elle remporte à l'occasion du Peach Bowl 2016 sur le score de 24 à 7 contre les Huskies de Washington.
Il s'agit de leur 3e apparition consécutive au College Football Playoff et leur 2e apparition consécutive au College Football Championship Game dont ils sont les tenants du titre.

## Résumé du match[3]
Début du match à 20 h 19 locales, fin à 00:27 heures locales pour une durée totale de 04:08 heures.
Joué en intérieure sous une température de 56 °F (13,34 C).
| QT                           | Temps                        | Drive                        | Drive                        | Drive                        | Équipe                       | Description de l'action | Score | Score |
| QT                           | Temps                        | Jeux                         | Yards                        | TDP                          | Équipe                       | Description de l'action | CLE   | ALA   |
| 1                            | 09:23                        | 3                            | 59                           | 00:58                        | ALA                          | TD à la suite d'une course de 25 yards par RB Bo Scarbrough + 1 point de conversion par K Adam Griffith                               | 0     | 7     |
| 2                            | 10:42                        | 5                            | 74                           | 01:24                        | ALA                          | TD à la suite d'une course de 37 yards par RB Bo Scarbrough + 1 point de conversion par K Adam Griffith                               | 0     | 14    |
| 2                            | 06:09                        | 7                            | 87                           | 01:33                        | CLE                          | TD à la suite d'une course de 8 yards par QB Deshaun Watson + 1 point de conversion par K Huegel Greg                                 | 7     | 14    |
| 3                            | 12:25                        | 4                            | 7                            | 01:29                        | ALA                          | FG de 27 yards par K Adam Griffith | 7     | 17    |
| 3                            | 07:10                        | 4                            | 42                           | 01:03                        | CLE                          | TD de 24 yards par WR Hunter Renfrow à la suite d'une passe de QB Deshaun Watson + 1 point de conversion par K Huegel Greg            | 14    | 17    |
| 3                            | 01:53                        | 4                            | 79                           | 01:01                        | ALA                          | TD de 68 yards par TE O.J. Howard à la suite d'une réception de passe de QB Jalen Hurts + + 1 point de conversion par K Adam Griffith | 14    | 24    |
| 4                            | 14:00                        | 9                            | 72                           | 02:47                        | CLE                          | TD de 4 yards par WR Mike Williams à la suite d'une réception de passe de QB Deshaun Watson + 1 point de conversion par K Huege Gregl | 21    | 24    |
| 4                            | 04:38                        | 6                            | 88                           | 01:55                        | CLE                          | TD à la suite d'une course de 1 yard par RB Wayne Gallman + 1 point de conversion par K Huegel Greg                                   | 28    | 24    |
| 4                            | 02:07                        | 6                            | 68                           | 02:31                        | ALA                          | TD de 30 yards par QB Jalen Hurts + 1 point de conversion par K Adam Griffith                                                         | 28    | 31    |
| 4                            | 00:01                        | 9                            | 68                           | 02:00                        | CLE                          | TD de 5 yards par WR Hunter Renfrow à la suite d'une réception de passe de QB Deshaun Watson + 1 point de conversion par K Huegel     | 35    | 31    |
| "TDP" = temps de possession. | "TDP" = temps de possession. | "TDP" = temps de possession. | "TDP" = temps de possession. | "TDP" = temps de possession. | "TDP" = temps de possession. | "TDP" = temps de possession. | 35    | 31    |

## Statistiques
| Statistiques par Équipes               | Statistiques par Équipes | Statistiques par Équipes |
| Statistiques                           | CLE                      | ALA                      |
| -------------------------------------- | ------------------------ | ------------------------ |
| 1er downs                              | 31                       | 16                       |
| Conversion de 3e Down                  | 7/18                     | 2/15                     |
| Conversion de 4e Down                  | 0/1                      | 1/1                      |
| Jeux–yards                             | 99 jeux pour 511 yards   | 66 jeux pour 376 yards   |
| Yards à la course                      | 91                       | 221                      |
| Yards à la passe                       | 420                      | 155                      |
| Passes : Réussies-Tentées-Interceptées | 36/57, 0 int.            | 14/32, 0 int.            |
| Réussite en zone rouge/chances         | 4/4                      | 2/2                      |
| TD                                     | 5                        | 4                        |
| Field Goals                            | 0/0                      | 1/1                      |
| Sacks (Nombre-Yards perdus)            | 4/25                     | 0/0                      |
| Fumbles (Nombre/Perdus)                | 2/2                      | 1/0                      |
| Pénalités (Nombre/Yards perdus)        | 3/35                     | 9/82                     |
| Temps de possession                    | 34:44                    | 25:16                    |

| Meilleurs Joueurs (MVPs) | Meilleurs Joueurs (MVPs) | Meilleurs Joueurs (MVPs) | Meilleurs Joueurs (MVPs) |
| ------------------------ | ------------------------ | ------------------------ | ------------------------ |
| Système                  | Nom                      | Équipe                   | Poste                    |
| Attaque                  | Deshaun Watson           | CLE                      | QB                       |
| Défense                  | Ben Boulware             | CLE                      | LB                       |

| Statistiques Individuelles | Statistiques Individuelles | Statistiques Individuelles                            |
| -------------------------- | -------------------------- | ----------------------------------------------------- |
| Quaterbacks                |                            |                                                       |
| CLE                        | Deshaun Watson             | 36/56, 0 int., 420 yards gagnés, 3 TDs, 4 sacks subis |
| ALA                        | Jalen Hurts                | 13/31, 0 int., 131 yards, 1 TD, 0 sack subi           |
| Meilleurs Coureurs         |                            |                                                       |
| CLE                        | Wayne Gallman              | 18 courses pour 46 yards nets gagnés et 1 TD          |
| ALA                        | Bo Scarbrough              | 16 courses pour 93 yards nets gagnés et 2 TDs         |
| Meilleurs receveurs        |                            |                                                       |
| CLE                        | Hunter Renfrow             | 10 réceptions pour 92 yards et 2 TDs                  |
| ALA                        | Calvin Ridley              | 5 réceptions pour 36 yards, 0 TD                      |
| Meilleurs Takleurs         |                            |                                                       |
| CLE                        | Jadar Johnson              | 4 tacles en solo et 3 assistes                        |
| ALA                        | Reuben Foster              | 6 tacles en solo, 6 assistes, 1 sack                  |